# Synchronicity (film)
Synchronicity è un film del 2015 diretto da Jacob Gentry.
Film di fantascienza con protagonisti Chad McKnight, A. J. Bowen, Brianne Davis, Scott Poythress, e Michael Ironside. McKnight interpreta un fisico che, dopo aver inventato una macchina del tempo, inizia a sospettare che qualcuno stia cercando di sottrargli la tecnologia su cui si basa il funzionamento della sua scoperta. 
Il film è stato presentato nel 2015 al Fantasia International Film Festival ed è uscito in distribuzione limitata al cinema e sulla piattaforma iTunes come video on demand il 22 gennaio 2016.

## Trama
Il fisico Jim Beale, assieme a due colleghi (Chuck e Matt), inventa una macchina che rende possibile il viaggio nel tempo. La macchina funziona creando una metà di un wormhole (Ponte di Einstein-Rosen) in un primo ciclo di funzionamento, e l'altra metà in un secondo ciclo. In aggiunta, il procedimento è costoso e pericoloso. Per avviare il processo è necessario del materiale radioattivo fornito dalla KMC, una società posseduta da Klaus Meisner, un capitalista che ha investito nel progetto.
Se il materiale radioattivo fosse utilizzato scorrettamente durante il processo, la macchina avrebbe un malfunzionamento che provocherebbe una devastante esplosione. Durante il primo test, Beale estrae dal wormhole una Dahlia creata in laboratorio. Non può però dimostrare che la sua invenzione funzioni davvero senza dell'ulteriore materiale radioattivo, fornito da Meisner, per effettuare un secondo test. In cambio del materiale necessario, Meisner pretende il 50% della proprietà sulle scoperte di Beale, ma ottiene solo il 49%. Il secondo test viene comunque pianificato una settimana dopo il primo.
Subito dopo il primo test, Beale incontra Abby Ross, una ragazza che sembra saperne troppo sul suo conto per poter credere che il loro incontro sia stato casuale. Beale è attratto da lei, ma allo stesso tempo sospettoso. I suoi sospetti vengono apparentemente confermati quando il collega Chuck lo chiama al cellulare, dicendogli di non fidarsi di Abby, e che il test ha avuto più successo di quello che pensavano. Beale lascia Abby e si precipita al laboratorio, ma Chuck si rifiuta di dare maggiori spiegazioni. Beale successivamente inizia una relazione con Abby e si dimentica dei suoi sospetti. I due si uniscono in un profondo legame, ma gli avvertimenti di Chuck hanno conferma: Abby rivela a Meisner del fiore che era emerso dal wormhole durante l'esperimento. Meisner tiene in scacco Beale sapendo del fiore, che si scopre far parte delle proprietà intellettuali di un'altra delle sue aziende. Meisner estorce a Beale un ulteriore 50% sulle sue scoperte, lasciandolo solamente con l'1%.
Con il cuore spezzato e la mente annebbiata, Beale salta dentro al wormhole durante il secondo esperimento e viene catapultato nel passato, una settimana prima del primo esperimento.
È convinto che con questa "seconda chance" potrà anticipare le mosse di Meisner ed Abby, impedendo così alla propria ricerca di cadere nelle loro mani. Beale seduce Abby ma presto capisce che i sentimenti di lei nei suoi confronti erano sinceri. Scrittrice di fantascienza, Abby aveva letto un articolo su Beale e inventato un'elaborata storia, scritta su un piccolo taccuino, che descriveva proprio Beale e tutte le caratteristiche che avrebbe dovuto avere. Avendo imparato molto su di lui tramite Meisner e avendo studiando i suoi progetti, Abby si sentiva molto attratta da Beale: leggendo questo racconto di fantasia, l'uomo si accorge però che viene data una rappresentazione piuttosto inaccurata, oltre che incompleta, del suo lavoro.
Insorgono complicazioni: durante la sua "seconda chance" Beale diventa molto debole fisicamente e prova dolore se si avvicina a "Jim Primario", il se stesso prima di entrare nel wormhole. Beale si presenta ai colleghi Chuck e Matt, con la speranza che questo gesto possa mettere al sicuro la loro ricerca. I due colleghi assistono Beale e lo tengono al sicuro da Jim Primario, rendendo chiari in questo modo alcuni eventi prima inspiegabili che erano capitati durante la settimana prima del secondo test. Beale è geloso di Jim Primario, ma senza ragione: Jim Primario ha ancora dei sospetti su Abby ed è chiaro che non avrà niente a che fare con lei dopo il secondo test per via del suo comportamento.
Beale è sempre più debole. Ritrova il taccuino di Abby (stavolta nelle mani di Matt) ed è confuso, poiché nella linea temporale originale l'aveva trovato nell'appartamento di Abby. Matt afferma di averlo trovato nella tasca del giubbotto di Jim dopo che era uscito dal wormhole. Il taccuino presenta però alcune differenze, da cui si desume che Beale non è tornato nel passato, bensì nel passato di un universo parallelo, leggermente differente da quello da cui proveniva. Si spiegano quindi alcuni paradossi di questa nuova linea temporale. Chuck spiega che è impossibile che due Beale possano esistere nello stesso universo, quindi nella "seconda chance" Beale dovrà morire e rimarrà solo Jim Primario.
Beale si affida a Chuck e Matt per creare un wormhole fuori programma per tornare di nuovo nel passato. Sfruttando tutto ciò che ha appreso spera di mettere al sicuro la sua scoperta scientifica. Durante l'esecuzione dell'esperimento però viene commesso un errore tecnico che rende impossibile il balzo temporale, e causa lo spreco del materiale radioattivo necessario.
La data pianificata per il secondo test è arrivata. Beale cerca di allontanarsi dalla città e presso un hotel trova il corpo senza vita di un altro se stesso che ha tentato di viaggiare nel tempo. Ritorna così al Grand Hotel e osservando Abby dalla finestra si accorge che la ragazza sta facendo di tutto per ottenere da Meisner il materiale radioattivo per eseguire il secondo esperimento, allo scopo di far sparire Jim Primario e salvare quindi la vita a Beale. Il secondo esperimento ha quindi luogo secondo programma, ma quando Abby torna al Grand Hotel trova Beale già morto.
Successivamente, Abby si ritrova da sola ad un caffè con Jim Primario - apparentemente in buona salute. Jim rivela una profonda attrazione verso di lei, e si presenta. Abby riconosce in lui una somiglianza con il fisico "John Bain", sul quale sta scrivendo un romanzo. Per quel che ne sapeva lei però, John Bain era stato ucciso in una devastante esplosione al suo laboratorio. La spiegazione implicita è che Jim Primario non era deperito come capitato a Beale, poiché dal suo balzo nel wormhole era emerso in un universo parallelo senza altri Jim stessi.

## Distribuzione
Synchronicity ha esordito al Fantasia International Film Festival il 22 luglio 2015. Il film è stato distribuito in forma limitata nei cinema e sulla piattaforma iTunes come video on demand il 22 gennaio 2015.

## Accoglienza
Rotten Tomatoes da un punteggio di 39%, una valutazione media di 5.1/10, presa da 23 recensioni. L'opinione diffusa dice: "Synchronicity's sci-fi reach exceeds its low-budget grasp, but it has some interesting ideas and serves overall as a nifty calling card for writer-director Jacob Gentry." ("La fantascienza di Synchronicity supera il suo basso budget, ma dimostra alcune idee interessanti e fa da buon biglietto da visita per il suo scrittore-regista Jacob Gentry").
Su Metacritic, ottiene un punteggio di 39 su 100, basato su 10 recensioni, che indica "recensioni generalmente non favorevoli".
John DeFore del The Hollywood Reporter scrive, "Conoscitori della fantascienza a basso budget ma seria applaudiranno il film" ("Connoisseurs of low-budget but serious sci-fi will applaud the film") Ken Guidry di Indiewire ha valutato il film con una B e scritto, "Con tutto ciò in mente, Synchronicity non è solo una lettera d'amore a Blade Runner. A suo modo è dannatamente carino" ("With all this in mind, Synchronicity isn't just some love letter to Blade Runner, it's actually pretty damn good in its own right.") Kurt Halfyard di Twitch Film ha scritto che il film "non manca di idee o precisione cronometrica, ma fallisce nel convincere dei suoi presupposti di amore e odio" ("is not lacking in smarts or clockwork precision, but abjectly fails to convince in its core ideas of love and fate") Steve Prokopy di Ain't It Cool News ha scritto, "Synchronicity ha il cuore e il sentimento per controbattere i suoi momenti di rabbia e disperazione, mescolando il tutto con un tocco di grazia e ambizione che gli amanti della fantascienza apprezzeranno" ("Synchronicity has heart and humor to counter its periods of despair and angst, and it all blends together with touch of grace and ambition that science fiction lovers are going to devour.") Drew Tinnin di Dread Central ha dato al film 3.5/5 stelle e scritto che il film "trasforma una classica premessa di fantascienza in più di un malinconico omaggio al classico distopico Blade Runner" ("turns a fairly familiar sci-fi premise into something more than just a moody homage to dystopian classics like Blade Runner").